# Лейбфрейд, Александр Юрьевич
Александр Юрьевич Лейбфрейд (3 октября 1910, Харьков — 26 апреля 2003, Дортмунд, ФРГ) — советский архитектор, автор работ по архитектуре Харькова.

## Биография
Родился в Российской империи, в Харькове в семье Юрия Марковича Лейбфрейда (1880—1963) — инженера-строителя, профессора, автор учебников по строительству. В начале 1930-х годов окончил строительную профшколу.
С 1935 года руководил Первой архитектурной мастерской в харьковском Промстройпроекте, был главным архитектором проектного института, преподавателем Харьковского инженерно-строительного института (с 1951 по 1985 год). Кандидат архитектуры, доцент. Автор научных работ, проектов реконструкции и строительства промышленных корпусов и административных зданий в Харькове, других городах Украины и России. Победитель ряда архитектурных конкурсов. Награждён медалью и Почётной Ленинской грамотой.
Более сорока архитектурно-инженерных проектов Лейбфрейда реализованы. Переехал на постоянное место жительства в Германию в 2000 году. В 2001 году в Дортмунде прошла выставка художественных работ художника, связанная с этим городом. Последняя работа архитектора — Мемориальный комплекс в Дробицком Яру.
Похоронен в Дортмунде.

## Работы
- Дробильная фабрика на горе Высокой, в Нижнем Тагиле. 1931. Выстроена.
- Бытовые устройства Главного корпуса завода в г. Бежица. 1932. Выстроены.
- Механический корпус Станкозавода им. С. В. Косиора в г. Харькове. 1932. (в соавторстве с арх. А. С. Огиевским). Выстроен.
- Главный корпус паровозосборочного комбината в г. Улан-Удэ. 1932. Выстроено с отступлениями от проекта.
- Машиностроительный завод (завод чайных машин) в г. Батуми. 1934-35. Выстроено три основных корпуса.
- Главный корпус Арматурно-изоляторного завода в г. Славянске. 1935-36. (в соавторстве с арх. Л. К. Благовым). Выстроен.
- Бытовой корпус завода в г. Токмак. 1934. Выстроен.
- Завод автотракторного инструмента — ЗАТИ в г. Павлово на Оке (капитальная реконструкция и расширение). 1934-35. Частично выстроено.
- Здания конторы и гаража при зерновых элеваторах в Иране (по заказу Экспортстроя). 1935. Выстроены на нескольких площадках.
- Авиазавод в Химках под Москвой. 1936. Выстроено 5 зданий.
- Главный корпус авиазавода на Дальнем Востоке. 1936. Выстроен.
- Главный корпус авиазавода в р-не Новосибирска. 1937. Выстроен.
- Комбайновый завод в г. Таганроге- 4 корпуса. 1937-40. Выстроены.
- Завод мотоциклов в г. Таганроге. 1939-40. Выстроенные до Отечественной войны три корпуса полностью разрушены (работы в соавторстве с арх. А. Л. Виноградом и арх. Э. Г. Тантилевской).
- Завод в г. Орске. 1939. Выстроено 10 зданий (полный комплекс).
- Оптический и литейный цехи завода ФЭД в г. Харькове. 1939. (в соавторстве с арх. Е. Н. Пащенко и М. П. Светлицким). Разрушены в 1941-43.
- Рудоподготовительная фабрика сульфидных руд в г. Магнитогорске. 1942. (в соавторстве с инж. — констр. Б. Ф. Троупянским). Выстроена.
- Сталелитейный цех завода тяжелого машиностроения в г. Орске. 1943. (в соавторстве с арх. Э. Г. Тантилевской). Выстроен.
- Проект восстановления и реконструкции Главного корпуса Харьковского турбинного завода им. С. М. Кирова. 1944. (соавторы: арх. К. А. Бокал и группа инженеров-металлистов под руководством инж. М. С. Владовского). Осуществлено.
- «Восточный корпус» Харьковского турбинного завода им. С. М. Кирова. 1948. (соавторы: арх. Г. О. Пальчик и инж.-констр. И. В. Давидов) Выстроено.
- Здание типографии «Углетехиздат» в г. Харькове (реконструкция). 1947. (в соавторстве с арх. Л. П. Шевченко и арх. Палагута). Выстроено.
- Минский тракторный завод — комплекс первой очереди. 1946—1948. Руководство авторской группой в составе: А. Лейбфрейд, К. М. Игнатьев, Н. И. Чигиринский, М. А. Зальцберг, Н. Н. Онацкая и др. Выстроено 7 основных корпусов и несколько предзаводских зданий.
- Послевоенное восстановление бекетовского здания автотранспортного техникума на площади Тевелева (ныне площадь Конституции, Харьков).
- Восстановление и реконструкция Харьковского турбинного завода, корпусов ФЭДа. Выполнено.

## Сочинения
- Харьков : Архитектура, памятники, новостройки : Путеводитель / Клейн Б. Г., Лаврентьев И. Н., Лейбфрейд А. Ю. и др.. — 2-е изд., испр. и доп. — Харьков: Прапор, 1987. — 151 с.
- Лейбфрейд А., Полякова Ю. Харьков. От крепости до столицы: Заметки о старом городе. — Харьков: Фолио, 2004. — 335 с. — ISBN 966-03-0276-2.
- Шкодовский Ю. М., Лаврентьев И. Н., Лейбфрейд А. Ю., Полякова Ю. Ю. Харьков вчера, сегодня, завтра. — Харьков: Фолио, 2004. — 206 с.